# زوجة حفار القبور
زوجة حفار القبور هو فيلم درامي من إخراج خضر عيدروس أحمد وإنتاج مشترك بين فرنسا والصومال وألمانيا وفنلندا. تم تصويره في عام 2019، وتأجيل إصداره حتى عام 2021 بسبب جائحة فيروس كورونا وتعطيل توزيع الأفلام في عام 2020. ويعد العمل أول فيلم روائي طويل للمخرج خضر عيدروس أحمد، مستوحى من وفاة عائلته قبل حوالي عقد من الزمان.
عُرض الفيلم لأول مرة في قسم أسبوع النقاد الدولي في مهرجان كان السينمائي لعام 2021. كما تم عرضه لاحقًا في مهرجان تورونتو السينمائي الدولي، حيث كان أحد الفائزين بجائزة. ليعرض في مهرجان هامبورغ السينمائي في أوائل أكتوبر من نفس العام. تم اختياره ضمن الترشيحات الأولية لجائزة الأوسكار لأفضل فيلم روائي طويل دولي في حفل توزيع جوائز الأوسكار رقم 94 في أول ترشيح لفيلم من الصومال.

## ملخص القصة
يعيش «جوليد» وزوجته «نصرة» مع ابنهما «ماهد» في ضواحي جيبوتي. يعمل جوليد حفار قبور لتغطية نفقات عائلته برغم قلة المال وضنك العيش. قجأة تزداد الأمور سوء عندما تحتاج زوجته نصرة بشكل عاجل إلى عملية مكلفة لعلاج مرض خطير في الكلى.

## طاقم العمل
- عمر عبدي: جوليد
- ياسمين ابشير ارسام: نصرة
- قدار عبد العزيز إبراهيم: مهاد
- سمالح علي عبسية: علي
- حمدي احمد عمر: حسن
- أوا علي نور: زهرة
- أمينة عيانلة عمر: نيمكو
- محبو عثمان عليح: أنيسة
- فردوزه موسى ايجيه: د. يحيى
- فايزة إبراهيم عدن: الساكدية
- راضية عمر: عائشة
- سحره احمد محسن: صفية مهد

## الإنتاج

### التطوير واختيار الممثلين
جاءت فكرة العمل خلال محادثة بين المخرج الصومالي خضر عيدروس أحمد وشقيقه خلال جنازة عائلية في صيف 2011.
وفقا لتصريحات المخرج فقد كان اختيار الممثلين أمرا صعبا حيث كان يركض وراء كل شخص يجده مثيرًا للاهتمام في شوارع جيبوتي ليسأله عما إذا كان يريد المشاركة في فيلمه، حيث لم يكن أغلبهم قد وقف أمام كاميرا من قبل. وقد جاء اختيار أبطال العمل على الممثل الفنلندي ذي الأصول الصومالية عمر أحمد عبدي والممثلة الكندية ذات الأصول الصومالية كذالك ياسمين ابشير ارسام.
تم تصوير الفيلم في 21 يومًا في جيبوتي. بمنحة إنتاج بلغت 100,000 يورو من شركة MOIN Filmförderung Hamburg Schleswig-Holstein. 

## الموسيقى التصويرية
ساهم بالموسيقى الملحن الألماني أندري ماتياس. تم إصدار ألبوم الموسيقى التصويرية المكون من 12 مقطعا في 12 نوفمبر 2021.

## جوائز وترشيحات
| سنة  | جوائز                                            | الفئة                                        | المرشح                           | النتيجة     | مراجع                |
| ---- | ------------------------------------------------ | -------------------------------------------- | -------------------------------- | ----------- | -------------------- |
| 2021 | المهرجان الأفريقي للسينما والتلفزيون في واغادوغو | جائزة حصان ينينجا الذهبي                     | خضر عيدروس أحمد                  | فوز         | [ 11 ] [ 12 ] [ 13 ] |
| 2021 | مهرجان تورونتو السينمائي الدولي                  | جائزة "Amplify Voices Award"                 | خضر عيدروس أحمد                  | فوز         | [ 5 ]                |
| 2021 | مهرجان القاهرة السينمائي الدولي                  | جائزة نقاد السينما العربية للأفلام الأوروبية | زوجة حفار القبور                 | رُشِّح         | [ 14 ]               |
| 2021 | جوائز الأوسكار رقم 94                            | أسبوع النقاد العالمي                         | خضر عيدروس أحمد                  | رُشِّح         |                      |
| 2021 | جوائز الأوسكار رقم 94                            | الكاميرا الذهبية                             | خضر عيدروس أحمد                  | رُشِّح         |                      |
| 2021 | حفل توزيع جوائز الأكاديمية الأفريقية للأفلام     | أفضل فيلم                                    | زوجة حفار القبور                 | في الانتظار | [ 15 ]               |
| 2021 | حفل توزيع جوائز الأكاديمية الأفريقية للأفلام     | أفضل مخرج                                    | خضر عيدروس أحمد                  | في الانتظار | [ 15 ]               |
| 2021 | حفل توزيع جوائز الأكاديمية الأفريقية للأفلام     | أفضل ممثل في دور رئيسي                       | عمر عبدي                         | في الانتظار | [ 15 ]               |
| 2021 | حفل توزيع جوائز الأكاديمية الأفريقية للأفلام     | أفضل مكياج                                   | خضر عيدروس أحمد                  | في الانتظار | [ 15 ]               |
| 2021 | حفل توزيع جوائز الأكاديمية الأفريقية للأفلام     | أفضل تصوير سينمائي                           | خضر عيدروس أحمد                  | في الانتظار | [ 15 ]               |
| 2021 | حفل توزيع جوائز الأكاديمية الأفريقية للأفلام     | أفضل تصميم إنتاج                             | خضر عيدروس أحمد                  | في الانتظار | [ 15 ]               |
| 2021 | حفل توزيع جوائز الأكاديمية الأفريقية للأفلام     | أفضل موسيقى تصويرية                          | خضر عيدروس أحمد                  | في الانتظار | [ 15 ]               |
| 2021 | حفل توزيع جوائز الأكاديمية الأفريقية للأفلام     | أفضل صوت                                     | خضر عيدروس أحمد                  | في الانتظار | [ 15 ]               |
| 2021 | حفل توزيع جوائز الأكاديمية الأفريقية للأفلام     | أفضل فيلم روائي طويل لمخرج                   | خضر عيدروس أحمد/زوجة حفار القبور | في الانتظار | [ 15 ]               |

## روابط خارجية
زوجة حفار القبور على موقع IMDb (الإنجليزية)
- زوجة حفار القبور على موقع ألو سيني (الفرنسية)
- زوجة حفار القبور على موقع قاعدة بيانات الأفلام السويدية (السويدية)
- زوجة حفار القبور على موقع قاعدة بيانات الفيلم (الإنجليزية)
- زوجة حفار القبور على موقع ليتربوكسد (الإنجليزية)
- زوجة حفار القبور على موقع كينوبويسك (الروسية)